# Christophe Carlier (écrivain)
Pour les articles homonymes, voir Christophe Carlier et Carlier.
Christophe Carlier est un écrivain français né le 24 octobre 1960.

## Formation et enseignement
Agrégé de lettres classiques et docteur ès lettres (1991), Christophe Carlier enseigne pendant plusieurs années à la Sorbonne. En 1998, il publie aux Presses universitaires de France un ouvrage sur Hiroshima mon amour, de Marguerite Duras et Alain Resnais.

## Autour de l’Académie française
Il participe à plusieurs dictionnaires et encyclopédies, dont le Dictionnaire de littérature, le Dictionnaire des œuvres littéraires de langue française et le Dictionnaire des lettres françaises. En 1992, il entre au service du dictionnaire de l’Académie française, où il contribue à la préparation de la neuvième édition, dont le second tome est publié en 2000. En 2010, dans Lettres à l’Académie française, il réunit une centaine de lettres de candidature, la plupart inédites, adressées pendant plus de quatre siècles au Secrétaire perpétuel par des prétendants illustres ou inconnus. On y trouve celles de Balzac, Lamartine, Dumas père et fils, Baudelaire, Verlaine, Zola et Lévi-Strauss.

## Mythes et contes
Dans Des mythes aux mythologies et Les mythes antiques dans le théâtre français du XXe siècle, il étudie la persistance des mythes antiques dans la culture et la pensée modernes. Les grandes figures mythiques (en collaboration avec Bernard Valette) associe dans une même analyse des grandes figures de la mythologie classique, des héros historiques ou littéraires devenus mythiques et des icônes des arts et des médias. L’ouvrage réunit à ce titre Héraclès et Aphrodite, Cléopâtre et Don Quichotte, Frankenstein et Cendrillon, Tintin et Marilyn Monroe. La Clé des contes met en lumière la composition et l’organisation du conte littéraire, qu'il soit merveilleux, fantastique ou réaliste.

## Romans et nouvelles
En 2012, Christophe Carlier publie L’Assassin à la pomme verte. Ce premier roman met en scène la rencontre de deux étrangers dans un grand hôtel parisien de la rive droite. L’histoire se déroule en moins d’une semaine sous le regard d’un réceptionniste attentif et ironique. Ce livre a obtenu le prix du premier roman 2012, le prix du métro Goncourt, le prix des espaces culturels Édouard Leclerc-TV 7 jours et le prix des lecteurs de Notre Temps. L'ouvrage est republié chez Pocket en 2014.
"Happé par Sempé", paru en octobre 2013, est à mi-chemin entre l’étude et la nouvelle.
L'Euphorie des places de marché, publié en 2014 chez Serge Safran Éditeur, est une comédie de caractères qui met en scène des personnages bousculés par la crise économique. Singuliers, paru aux Éditions Phébus en 2015, est une variation romanesque autour du théâtre. Ressentiments distingués (2017) a pour thème l'envoi de lettres anonymes dans une petite île de l'Atlantique. L'eau de rose (2019), aux Éditions Phébus, raconte l'étrange passion que vit, le temps d'un été, une romancière qui compose des romans sentimentaux. Un Prénom en trop (2022), chez Plon, est un thriller ironique et corrosif.

## Ouvrages
- Marguerite Duras, Alain Resnais, Hiroshima mon amour, Presses universitaires de France, 1994
- Les Mythes antiques dans le théâtre français du XXe siècle, en collaboration avec Philippe Grandjean, Hatier, 1998
- La Clé des contes, Éditions Ellipses, 1998
- Le Roman naturaliste, Zola, Maupassant, Hatier, 1999
- Des Mythes aux mythologies, en collaboration avec Nathalie Griton, Éditions Ellipses, 2008
- Lettres à l’Académie française, Les Arènes, 2010
- Les Grandes Figures mythiques, en collaboration avec Bernard Valette, Éditions Ellipses, 2011
- L'Assassin à la pomme verte, Paris, Serge Safran éditeur, 2012, 178 p.  (ISBN 979-1-09-017505-1)

Prix du premier roman 2012,
Prix du métro Goncourt 2012
Prix des lecteurs de Notre temps 2013
- Happé par Sempé, Paris, Serge Safran éditeur, 2013, 71 p.  (ISBN 979-10-90175-14-3)
- L'Euphorie des places de marché, Paris, Serge Safran éditeur, 2014, 190 p.  (ISBN 979-10-90-17515-0)
- Singuliers, Paris, Phébus, 2015, 128 p.  (ISBN 978-2-7529-0992-3)
- En justes noces, epoints, Paris, Seuil, 2016.
- Ressentiments distingués, Paris, Phébus, 2017, 176 p.  (ISBN 978-2-7529-1083-7)

Prix Sentiers d'auteurs 2017
- L'Eau de rose, Paris, Phébus, 2019, 233 p.  (ISBN 978-2-7529-1173-5)
- Un Prénom en trop, Editions Plon, 2022  (ISBN 978-2-259-31129-8)

## Prix
- Prix du Premier Roman 2012 pour L'Assassin à la pomme verte
- Prix [du métro] Goncourt 2012 pour L'Assassin à la pomme verte
- Prix des lecteurs de Notre Temps 2013 pour L'Assassin à la pomme verte
- Prix Sentiers d'auteurs 2017 pour Ressentiments distingués
- Prix du roman de la Gendarmerie nationale 2022 pour Un Prénom en trop